# Argus As 411

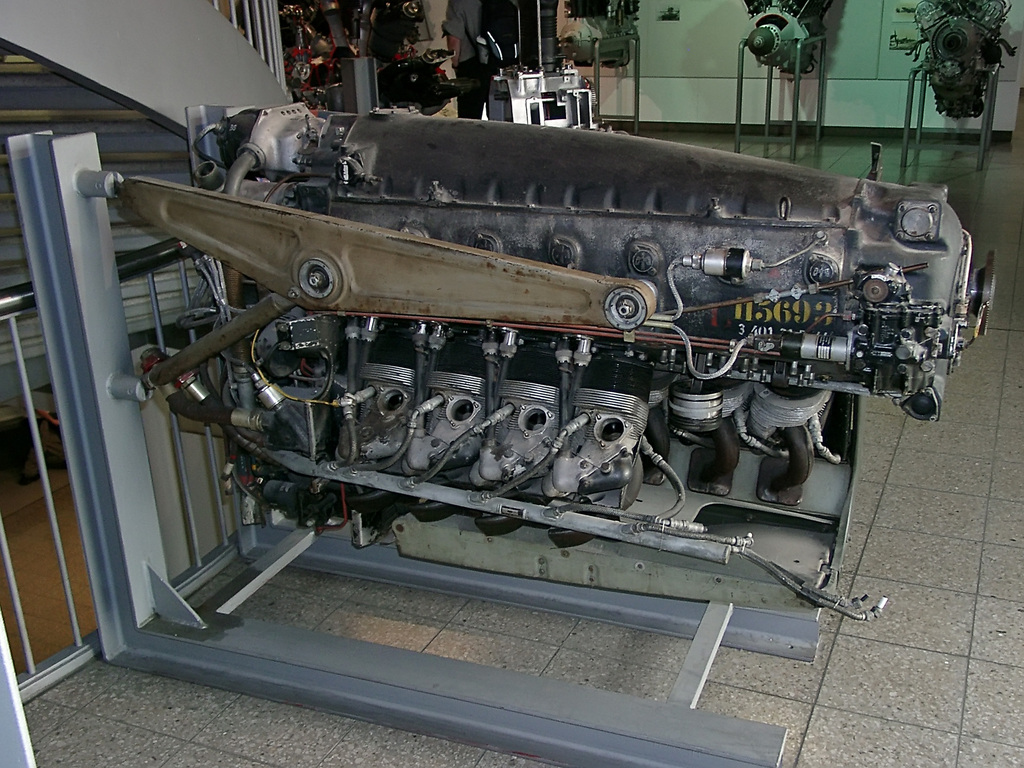
Silnik lotniczy Argus AS 411 A

Argus As 411 (silnik typu V) – lotniczy, widlasty, odwrócony silnik tłokowy 12-cylindrowy chłodzony powietrzem firmy Argus (Argus Motoren Gesellschaft), w którym cylindry umieszczone są w dwóch rzędach pod kątem 60°. Jest rozwiniętą wersją o zwiększonej mocy silnika Argus As 410.
Wzrost mocy o 25% uzyskano dzięki zwiększeniu ciśnieniu doładowania i zwiększeniu obrotów. Uzyskano moc 600 KM. W celu odprowadzenia zwiększonego ciepła cylindry wyposażono w deflektory powietrza i kanały, które umożliwiały przepływ powietrza chłodzącego przez dysze wylotowe zaprojektowane jako pompy strumieniowe. W rezultacie wydajność chłodzenia została zwiększona. Ponadto silniki As 410/411 miały dźwignię, która zawsze utrzymywała silnik w najkorzystniejszym stanie sterowania za pomocą automatycznego regulatora ciśnienia doładowania i mieszanki wraz z wyprzedzeniem zapłonu i regulatorem śmigła.
W czasie II wojny światowej silnik był budowany we Francji przez Renault wraz z samolotem Siebel Si 204, a później po wojnie przez SNECMA w liczbie około 3000 sztuk do lat 60. XX w.

## Zastosowanie
- Arado Ar 96
- Breguet 892 Mercure (4 × 12S)
- Dassault MD 315 Flamant
- Focke-Wulf Fw 189
- Pilatus P-2
- Siebel Si 204
- Sud Ouest S.O.93

## Dane techniczne
As 411 A-1
- Typ: 60° widlasty-12-cylindrowy
- Średnica cylindra: 105 mm
- Skok tłoka: 115 mm
- Pojemność: 12 Liter
- Stopień sprężania: 6,4
- Masa własna: 375 kg
- Moc startowa: 600 KM (441 kW) przy 3100 obr./min przy 1,8 at.
- Maksymalna moc ciągła: 380 KM (278 kW) przy 3100 obr./min przy 1,35 at.